# Xylinissa cossoides
Xylinissa cossoides är en fjärilsart som beskrevs av Butler 1882. Xylinissa cossoides ingår i släktet Xylinissa och familjen nattflyn. Inga underarter finns listade i Catalogue of Life.